# Calicosama robbinsi
Calicosama robbinsi is een vlindersoort uit de familie van de prachtvlinders (Riodinidae), onderfamilie Riodininae.
Calicosama robbinsi werd in 2001 beschreven door Hall, J & Harvey.